# Pieve di Ledro
Pieve di Ledro (Piév de Léder o La Piéf en la lengua local) es una fracción de 623 habitantes del municipio de Ledro en la provincia de Trento, junto al Lago de Ledro.
Era un pueblo que, junto con los antiguos municipios de Tiarno di Sopra, Tiarno di Sotto, Bezzecca, Concei y Molina di Ledro formó parte de la Unión de Municipios de Valle de Ledro, que se fusionó el 1 de enero de 2010, en el nuevo municipio de Ledro.

### Evolución demográfica

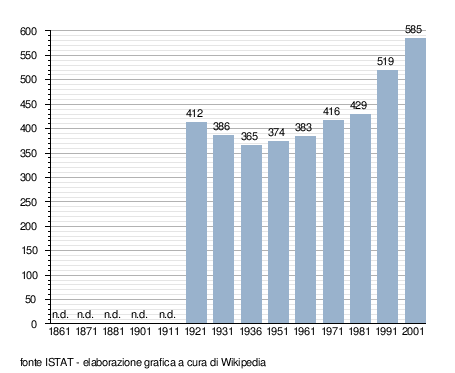
Evolución demográfica de la fracción de Pieve di Ledro

## Historia
- Batalla de Pieve di Ledro